# Unión Nacionalista Lituana
La Unión Nacionalista Lituana (en lituano: Lietuvių tautininkų sąjunga o LTS), también conocida como los Nacionalistas (Tautininkai), fue el partido político que gobernó en Lituania durante el régimen autoritario del presidente Antanas Smetona de 1926 a 1940. El partido se estableció en 1924 pero no era popular. Llegó al poder como resultado del golpe militar de diciembre de 1926. De 1927 a 1939, el Consejo de Ministros incluyó solo a miembros de la LTS. En 1936, otros partidos se disolvieron oficialmente dejando a LTS como el único partido legal en el país. En la década de 1930, el partido se volvió cada vez más radical y simpatizante del fascismo italiano. El partido se disolvió después de la ocupación soviética de Lituania en junio de 1940. El partido con el mismo nombre (conocido como Unión Nacionalista y Republicana de Lituania desde 2017) se restableció en 1990 y pretende ser el sucesor del LTS de entreguerras.

## Historia
El partido se estableció durante una conferencia en Šiauliai del 17 al 19 de agosto de 1924 como una fusión del Partido del Progreso Nacional (establecido en 1916) y la Asociación de Agricultores de Lituania (establecida en 1919). El partido no gozó del apoyo popular y en las elecciones parlamentarias de mayo de 1926 sólo obtuvo 3 escaños de 85. Sin embargo, sus líderes Antanas Smetona y Augustinas Voldemaras fueron figuras públicas populares e influyentes. El partido era conservador y nacionalista; hizo hincapié en la necesidad de un ejército fuerte y un líder fuerte.
Durante el golpe de diciembre de 1926, los militares depusieron al gobierno elegido democráticamente e invitaron a Smetona a convertirse en el nuevo presidente de Lituania y a Voldemaras en el nuevo primer ministro. Los nacionalistas y los democristianos lituanos formaron un nuevo gobierno. Sin embargo, la relación entre los dos partidos pronto se volvió tensa ya que los democristianos consideraron el golpe como una medida temporal y deseaban celebrar nuevas elecciones al Seimas. En abril de 1927, Smetona disolvió el Seimas y los democristianos dimitieron del gobierno en mayo. No se convocaron nuevas elecciones al Seimas hasta 1936. Los nacionalistas siguieron siendo el único partido en el gobierno hasta que una crisis política después del ultimátum alemán sobre la región de Klaipėda obligó al LTS a admitir a dos miembros de la oposición en el Consejo de Ministros.
Voldemaras estableció los Lobo de Hierro (Geležinis Vilkas) como el ala paramilitar de los nacionalistas. En septiembre de 1929, Smetona destituyó a Voldemaras del cargo de primer ministro e instaló a su concuñado Juozas Tūbelis. Las nuevas constituciones de 1928 y 1938 establecieron una dictadura presidencial. Se suprimió a los opositores políticos. En preparación para las elecciones de junio de 1936, se prohibieron otros partidos políticos dejando al LTS como el único partido legal en Lituania. En la década de 1930, el partido se volvió cada vez más radical y simpatizante del fascismo italiano.
Los principales periódicos publicados por el partido incluyeron Lietuvis (1924–28), Lietuvos aidas (1928–40), Mūsų kraštas (1930–33) y Vairas (1914–40).

## Presidentes
Los presidentes del partido fueron:
- Vincas Krėvė-Mickevičius (19 de agosto de 1924-29 de junio de 1925)
- Antanas Smetona (29 de junio de 1925-26 de diciembre de 1926)
- Liudas Noreika (26 de diciembre de 1926 - 4 de agosto de 1927)
- Vincas Matulaitis (4 de agosto de 1927-1 de octubre de 1927)
- Aleksandras Žilinskas (5 de octubre de 1927-1 de febrero de 1928)
- Liudas Noreika (1 de febrero de 1928-30 de mayo de 1928)
- Vytautas Vileišis (30 de mayo de 1928-2 de octubre de 1929)
- Jonas Lapėnas (2 de octubre de 1929-1 de junio de 1931)
- Juozas Tūbelis (1 de junio de 1931 - 5 de enero de 1939)
- Vladas Mironas (5 de enero de 1939-2 de diciembre de 1939)
- Domas Cesevičius (2 de diciembre de 1939-19 de junio de 1940)